# نامباري
نامباري Nambarrie هي شركة شاي وعلامة تجارية، تأسست في بلفاست في عام 1860، ومقرها لاحقاً في أندوفر في هامبشاير.
تملكها الآن شركة تويننغز، وتعتبر حالياً ثالث أكبر علامة تجارية في سكوتلاندا.